# I Libri Mito
I Libri Mito sono stati una collana editoriale di narrativa fantastica pubblicata in Italia da Editrice Nord per 2 anni, dal 1998 al 2000, per un totale di 10 uscite.

## Storia editoriale
Nel 1989 Editrice Nord aveva creato una collana miscellanea, intitolata Narrativa Nord, in cui ristampare in brossura opere già apparse in formato cartonato entro le preesistenti linee Cosmo Argento, Cosmo Oro e Fantacollana; ben presto però Narrativa Nord iniziò anche ad accogliere prime edizioni, in particolare di saghe afferenti ai generi del fantasy storico e del fantasy mitico, pertanto nel 1998 la casa editrice decise di istituire una collana specializzata in cui ripubblicare separatamente tali opere – appunto I Libri Mito. La nuova selezione esordì nel maggio 1998 con un'uscita tripla per poi operare a cadenza mensile da gennaio a giugno 1999, ma già a quell'altezza la collana venne soppressa e l'ultimo numero uscì tardivamente a febbraio 2000. 
Nel corso della loro breve attività I Libri Mito furono caratterizzati da una notevole coerenza di catalogo: essi riproposero il Ciclo di Pendragon di Stephen Lawhead, un importante esempio di fantasy arturiano, la dilogia di Parmenione di David Gemmell, ultima sequenza del macro-ciclo delle Sipstrassi tradotto per il resto in Fantacollana, e la Saga del Martello e della Croce di Harry Harrison e John Holm (pseudonimo di Tom Shippey), un'ucronia ambientata fra Gran Bretagna e Scandinavia nei Secoli bui. Va però rimarcata l'inclusione nella collana del romanzo di fantascienza Neuromante, estrapolato dal catalogo di Cosmo Oro e già riproposto sia nei Tascabili Fantascienza sia in Narrativa Nord, che andò di fatto a scapito del secondo volume della dilogia di Brian Boru di Morgan Llywelyn. 
A livello tipografico, i primi tre volumi della collana erano brossurati e con foliazione di 215 x 135 mm, i successivi dieci passarono a un formato leggermente più piccolo di 212 x 134 mm.

## Elenco delle pubblicazioni
| Numero | Autore                     | Titolo                                         | Note                                                                         | Anno          | ISBN       |
| ------ | -------------------------- | ---------------------------------------------- | ---------------------------------------------------------------------------- | ------------- | ---------- |
| 1      | Stephen Lawhead            | Il romanzo di Taliesin                         | Primo romanzo del Ciclo di Pendragon.                                        | Maggio 1998   | 8842910619 |
| 2      | Stephen Lawhead            | Il romanzo di Merlino                          | Secondo romanzo del Ciclo di Pendragon.                                      | Maggio 1998   | 8842910627 |
| 3      | Stephen Lawhead            | Il romanzo di re Artù                          | Terzo romanzo del Ciclo di Pendragon.                                        | Maggio 1998   | 8842910635 |
| 4      | William Gibson             | Neuromante                                     | Primo romanzo della Trilogia dello Sprawl.                                   | Gennaio 1999  | 8842910686 |
| 5      | Morgan Llywelyn            | Il leone d'Irlanda                             | Primo romanzo della dilogia di Brian Boru.                                   | Febbraio 1999 | 8842910724 |
| 6      | David Gemmell              | Il romanzo di Parmenion. Il Leone di Macedonia | Primo romanzo della dilogia di Parmenione entro il Ciclo delle Sipstrassi.   | Marzo 1999    | 8842910791 |
| 7      | Harry Harrison e John Holm | Gli dèi di Asgard. La via degli dèi            | Primo romanzo della Saga del Martello e della Croce.                         | Aprile 1999   | 8842910848 |
| 8      | David Gemmell              | Il romanzo di Alessandro. Il principe nero     | Secondo romanzo della dilogia di Parmenione entro il Ciclo delle Sipstrassi. | Maggio 1999   | 8842910899 |
| 9      | Harry Harrison e John Holm | Il martello e la croce. Il trono di Asgard     | Secondo romanzo della Saga del Martello e della Croce.                       | Giugno 1999   | 8842910953 |
| 10     | Harry Harrison e John Holm | La "via" degli dèi di Asgard. Il re e l'impero | Terzo romanzo della Saga del Martello e della Croce.                         | Febbraio 2000 | 8842911259 |